# 3952 Russellmark
3952 Russellmark eller 1986 EM2 är en asteroid i huvudbältet som upptäcktes den 14 mars 1986 av Rozhen-observatoriet. Den är uppkallad efter Russell Mark Group.
Asteroiden har en diameter på ungefär 4 kilometer och den tillhör asteroidgruppen Nysa.